# 中央トンネル
座標: 北緯22度17分05秒 東経120度46分57秒 / 北緯22.284611度 東経120.782479度

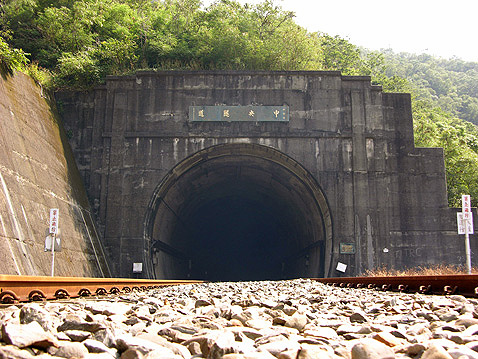
中央トンネル（西側出口）

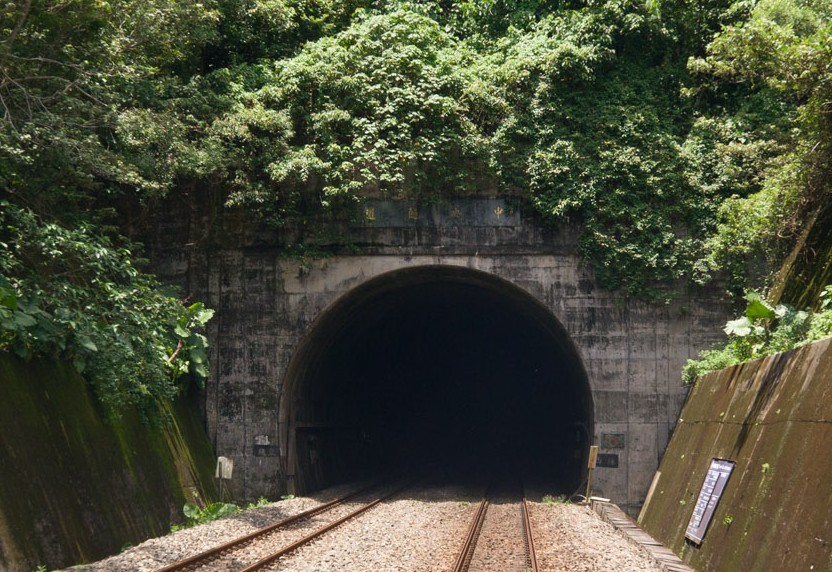
中央トンネル（東側出口）

中央トンネル（ちゅうおうトンネル）は、台湾屏東県獅子郷と台東県達仁郷を結ぶ台湾鉄路管理局南廻線のトンネルである。南廻線の中央信号場 - 古荘駅 間にあり全長は8,070mで、北廻線の新観音トンネル ( 宜蘭県南澳郷 )  に次いで台湾で2番目に長い山岳鉄道トンネルである。

## 地理
本トンネルは1984年3月15日に工事を開始して1990年12月24日に貫通した。中央山脈南側末端の茶留凡山を貫き、台湾の西部と東部を結んでいる。トンネルには1本の斜坑と2本の換気用の縦坑があり、完成まで6年9か月が費やされた。

## 歴史
中央トンネル西側出口は中央信号場に隣接している。元来の計画では単線トンネルであった。しかし列車密度が高くなったときにボトルネックとなる可能性があるために、複線トンネルに（計画）変更された。中央信号場 - 古荘駅間は南廻線で唯一の複線区間である。トンネル内は完全な直線で西口から2パーミルの上り勾配で最高地点（海抜175m）に至り、8パーミルの下り勾配で東口に至る。東口は菩安信号場予定地があり菩安トンネルに隣接している。